# Rudnik (powiat lubelski)
Rudnik – wieś w Polsce położona w województwie lubelskim, w powiecie lubelskim, w gminie Wólka.
Wieś szlachecka położona była w drugiej połowie XVI wieku w powiecie lubelskim województwa lubelskiego. W latach 1975–1998 miejscowość należała administracyjnie do ówczesnego województwa lubelskiego.
1 stycznia 1989 część wsi (12,95 ha) włączono do Lublina.
Wieś stanowi sołectwo gminy Wólka. Według Narodowego Spisu Powszechnego z roku 2011 wieś liczyła 430 mieszkańców.

## Historia
Rudnik pierwszy raz w dziejach wzmiankowano w roku 1409. Wieś w XV wieku należała do bardzo wielu właścicieli. W połowie XVI wieku dziedzicem miejscowości był stolnik lubelski Mikołaj Samborzecki. W 1626 Rudnik widniał jako własność Dominika Chryzostoma Zasławskiego.
Wspomina tę wieś Jan Długosz w Liber beneficiorum (t.II, strona 537). W 1531 r. wieś Jakubowice (Murowane) i Rudnik, wsie w parafii Lublin, płaciły z 5 łanów 2 floreny (Pawiński, Kodeks Małopolski s. 347).
Według Słownika geograficznego Królestwa Polskiego z roku 1888 – Rudnik stanowił wieś i folwark w powiecie lubelskim, gminie Wólka, parafii Kalinowszczyzna, odległy 3 wiorsty od Lublina. W 1884 roku folwark Rudnik, który w 1869 r. oddzielony został od dóbr Jakubowice Murowane, posiadał rozległość 563 mórg.